# Рылковская
Рылковская — деревня в Тарногском районе Вологодской области.
Входит в состав Тарногского сельского поселения, с точки зрения административно-территориального деления — в Шевденицкий сельсовет.
Расстояние до районного центра Тарногского Городка по автодороге — 3 км.
По переписи 2002 года население — 39 человек (20 мужчин, 19 женщин). Всё население — русские.